# Achyrolimonia trigonoides
Achyrolimonia trigonoides är en tvåvingeart. Achyrolimonia trigonoides ingår i släktet Achyrolimonia och familjen småharkrankar.

## Underarter
Arten delas in i följande underarter:
- A. t. trigonoides
- A. t. subtrigonoides